# Пайментел, Джордж Клод
Джордж Клод Пайментел (англ. George Claude Pimentel, 2 мая 1922 — 18 июня 1989) — американский химик, исследования которого оказали огромное влияние на развитие химии. На его счету работы по изучению водородной связи (1960), а также структуры и реакционной способности свободных радикалов и других частиц с высокой реакционной способностью (1950 — 60-е). Джордж Пайментел является создателем первого химического лазера (1964) и инфракрасного спектрометра, позволившего изучить состав атмосферы и поверхности Марса. Он первым применил спектроскопию для изучения реакционноспособных частиц, в матрицах твердых инертных газов и других инертных матрицах (1954), зарегистрировал большое количество спектров свободных радикалов.
Пайментел занимал должность заместителя директора Национального научного фонда под началом Ричарда Аткинсона в период с 1977 по 1980 год. По возвращении в Беркли он стал заместителем директора Национальной лаборатории им. Лоренца и руководителем лаборатории химической биодинамики. В качестве президента Американского химического общества за 1986 год он организовал Национальный день химии и Национальную неделю химии.

## Молодые годы
Джордж Пайментел родился в семье французов под Фресно в центральной Калифорнии. Во время депрессии семья переехала в бедную часть Лос-Анджелеса, где его родители развелись. Дети остались с матерью. Отец Джорджа доучился только до третьего класса, работал строителем, а мать ушла из средней школы, однако они поддерживали детей в стремлении получить образование. Также Джордж получал поддержку своего брата, превосходного математика. Он был партнером для интеллектуального общения, руководил и поощрял младшего брата. После окончания школы, Джордж планировал стать инженером. От его школы в северном Лос-Анджелесе можно было на велосипеде добраться до Калифорнийского университета, где юный Пайментел иногда посещал научно-популярные лекции Роберта Милликена. Возможно, этот опыт стимулировали его интерес к науке.
В 1939 году Пайментел поступил в Калифорнийский университет в Лос-Анджелесе, его интересы переместились от инженерии к химии, а затем к физической химии и исследованиям под руководством Дж. Б. Рэмси (James Blaine Ramsey). Он выпустился в 1943 году (и получил награду выдающегося выпускника Лос-Анджелесского университета в 1979 году). После выпуска он присоединился к Манхэттенскому проекту в Беркли, где работал над изучением химических процессов очистки плутония вместе с профессором Уэнделлом М. Латимером (Wendell Mitchell Latimer). Однако, в 1944 году он добровольно отправился служить на подводной лодке, таким образом, внеся свой вклад в завершение войны. В конце войны он сыграл важную роль в создании в США Управления военно-морских исследований (Office of Naval Research). В 1946 году Пайментел вернулся в Беркли для диссертационной работы по инфракрасной спектроскопии с Кеннетом Питцером. Получив степень PhD, в 1949 году он стал работать в Беркли и стал доцентом в 1951 году. Биография Пайментела — превращение выходца из бедного рабочего класса во всемирно известного ученого — воплощение американской мечты в реальность.

## Инфракрасная спектроскопия, водородные связи, свободные радикалы и матричная изоляция
С первых лет в Беркли Пайментел занялся исследованием необычных химических связей. В 1954 появились его первые работы по ИК-спектроскопии водородных связей в молекулах и по технике матричной изоляции. В последующие годы он сосредоточился на ИК-спектроскопии водородных связей свободных радикалов, образующихся при УФ-фотолизе и на частицах с высокой реакционной способностью обычно изолированных в твердых матрицах инертных газов или азота при температуре 4 — 20 К. Пайментел разработал метод матричной изоляции специально для изучения реакционноспособных соединений с помощью медленного метода инфракрасной спектроскопии. К счастью, матрица дает незначительные сдвиги полос поглощения, что облегчает идентификацию изолированных веществ относительно газовой фазы. Кроме того, повышается чувствительность метода и разрешаются близко расположенные линии. Таким образом, колебательная спектроскопия позволяет идентифицировать соединения и делать надежные выводы относительно химических связей. Первые попытки применения метода матричной изоляции были предприняты Уиттлом и Пайментелом до 1954 года, но эксперименты стали успешными лишь после систематического исследования влияния концентрации, условий осаждения и температуры на эффективность изоляции. В 1958 впервые был записан инфракрасный спектр частицы HNO (Браун и Пайментел), в 1960 — спектр НСО. С тех пор начался расцвет метода матричной изоляции, в период 1961—1965 с его помощью были получены спектры около 30 двухатомных и трехатомных неустойчивых частиц, а в последующие пять лет их число выросло до 70.
Сегодня известны инфракрасные спектры сотен свободных радикалов и интермедиатов, изолированных в матрице, и, вероятно, более чем три четверти из них были обнаружены сотрудниками лаборатории Беркли или бывшими студентами Пайментела. В 1960 году Пайментел совместно с Макклелланом опубликовал работу «Водородная связь», ставшую классикой на многие десятилетия. В настоящее время метод матричной изоляции широко используется химиками во всем мире.

## Проект СНЕМ
В 1960 году под руководством Дж. Артура Кэмпбелла и лауреата Нобелевской премии Гленна Т. Сиборга родился проект СНЕМ. Он предусматривал разработку курса химии для средней школы и создание учебника. Пайментел был назначен редактором издания, подготовленного с помощью 20 талантливых соавторов-учителей. Книга издавалась трижды: первое издание вышло в 1960 году, а затем были выпущены два отредактированных на основании испытаний в школах издания 1961-го и 1962-го годов. Практически каждое слово в этих книгах вышло из-под руки Пайментела. В январе 1963 года появилось издание в твёрдой обложке, после выхода которого химия окончательно вошла в школьную учебную программу, где и остаётся до настоящего времени.
Учебник сопровождался комплектом из 26 фильмов. Вместе с Дэвидом Риджуэем, в качестве режиссёра, Пайментел писал сценарии для пяти из этих фильмов и появился в двух из них в качестве основного демонстратора. Он так же написал первичный сценарий, и ненадолго появился в фильме «Хотите узнать больше о вещах», который вышел в 1970 году и собрал около 2 миллионов зрителей в общественных театрах и на телевидении.
Результатом проекта СНЕМ стала продажа более 1 миллиона экземпляров учебника. Текст книги был переведен на множество языков: китайский (Тайвань), французский, немецкий, иврит, хинди, итальянский, японский, корейский, португальский (Португалия и Бразилия), русский, испанский (Испания и Колумбия), тайский и турецкий. Учебные фильмы были переведены на датский, французский, немецкий, греческий, итальянский, испанский (Испания и Латинская Америка) и шведский языки.
Пайментел понимал необходимость введения в среднюю школу курса химии, который позволит привлечь людей в науку и инженерию. Он активно участвовал в программе переподготовки учителей средних школ, а также привлёк ведущих преподавателей химии, физики, геологии, биологии из Беркли к программе по укреплению научной базы учителей средних школ из всех уголков Соединённых Штатов.

## Инфракрасная фотохимия
Пайментел первым наблюдал химическое превращение вещества вызванное инфракрасным излучением, и открыл, таким образом, новую область фотохимии — инфракрасную фотохимию. Его исследования в 1960 году показали, что возбуждение определенных колебательных переходов в цис-HONO (азотистой кислоте) может вызывать цис-транс изомеризацию. Позже, в 1971, им была открыта светоиндуцированная изомеризация неустойчивой молекулы N2O3 в матрице.
Эксперименты Пайментела показали, что использование метода матричной изоляции при низких температурах позволяет избирательно возбуждать внутримолекулярные колебания одного из реагентов лазером. Очевидные доказательства влияния режима лазера на квантовый выход были обнаружены Пайментелом и Фреем в реакциях фтора с алкенами: F2 + C2H4 (Фрей и Пайментел), F2 + Транс-1,2-С2H2D2 (Фрей и Пайментел), F2 + аллен (Кнудсен и Пайментел) в 1983 году. Это были первые демонстрации мод-селективного возбуждения в бимолекулярных реакциях.

## ИК-спектроскопия с быстрым сканированием
Пайментел адаптировал быстрый фотопроводящий инфракрасный детектор на основе германия для инфрактасного спектрометра (1965,1), создал большие лампы-вспышки и длинные камеры для флэш-кинетической спектроскопии в инфракрасном диапазоне. Таким образом, временное разрешение ИК-спектроскопии улучшилось на шесть порядков. Первыми свободными радикалами, ИК-спектры которых обнаружили в газовой фазе, были частицы CF2 (1965 год) и CF3 (1966 год). В 1970 году была измерены скорость рекомбинации радикалов CF3 с образованием C2F6, энергия активации оказалась равной 800 калорий, а не нулю, как предполагалось ранее.

## Химический лазер
В 1961 Поланьи первым указал на возможность химической накачки основанной на колебательном возбуждении. Он предлагал четыре возможных реакции, одной из которых была реакция H + Cl2. С помощью ИК-спектрометра с быстрым сканированием Каспер и Пайментел обнаружили инфракрасные импульсы, возникающие при фотодиссоциации йода — первый химический лазер. В сентябре 1964 года они сообщили о своем открытии на первой конференции по химическим лазерам, к тому времени было предположено более 100 возможных химических реакций и 60 реакций фотодиссоциации способных создать лазерное излучение. Однако на симпозиуме в Сан — Диего сообщалось только об одном работающем лазере, оскованном на фотодиссоциации иода. В 1965 году Каспер и Пайментел обнаружили лазерное излучение HCl, возникающее при взрыве системы H2/Cl2. После открытия лазера на основе реакции F + H2 Компа и Пайментелом в 1967, быстро увеличивалось количество найденных лабораторией Пайментела химических лазеров. Таким образом, Пайментел впервые преобразовал химическую энергию, полученную в результате колебательного возбуждения в лазерное излучение.
В 1966 году, когда активно велась работа над химическим лазером, Пайментел был избран в Национальную академию наук и в 1968 году в Американскую академию искусств и науки. В 1985, 1987 и 1989 годах он был избран почетным членом в Американское философское общество, Королевское химическое общество (Великобритания), и в Королевский институт Великобритании.

## Состязание за звание астронавта
В 1967 году Пайментел совершил попытку стать членом первой группы ученых астронавтов, которую собирало правительство США. После оценки тысяч кандидатов Национальной академией наук, Джордж Пайментел занял первое место. Несмотря на то, что он был одним из старейших кандидатов в астронавты, Пайментел несомненно попал бы в программу. Однако у него обнаружился очень незначительный дефект одной сетчатки, что и помешало ученому продолжить участие в отборе. Так как первые ученые-космонавты должны были выполнить совсем немного действий, а работа Пайментела в Беркли очень высоко ценилась, друзья и семья были довольны тем, что он не прошел отбор.

## Исследование Марса
Инфракрасная спектроскопия оказалась наиболее точным аналитическим методом дистанционного определения состава марсианской атмосферы. Пайментел и его коллеги усовершенствовали спектрометр, в полной мере воспользовавшись последними открытиями в области полупроводниковых детекторов и технологий создания ИК-фильтров, чтобы достичь необходимого уровня чувствительности. Приборы были изготовлены и установлены непосредственно в лаборатории Беркли. Инфракрасные спектрометры оказались одними из самых продуктивных научных приборов, использовавшихся в миссиях Маринер 6 и Маринер 7. Основной целью было определение состава атмосферы. Анализ спектров позволил получить количественные оценки трех составляющих атмосферы: диоксида углерода, угарного газа и паров воды. Было установлено отсутствие оксидов азота, аммиака и углеводородных соединений, которые могли бы указывать на возможность существования жизни на Марсе. Также не были обнаружены указывающие на вулканическую активность сероводород и оксиды серы.
Второй задачей инфракрасного спектрометра было изучение состава поверхности Марса. Характерные спектральные линии твердого CO2 указали на состав полярных шапок (1969), полярный воротник — лед вблизи края полярной шапки, так же представлял собой твердый диоксид углерода, но отличный по структуре. Облака твердого CO2 в верхних слоях атмосферы, аналогичные земным перистым ледяным облакам, были обнаружены даже вблизи марсианского экватора. Кроме того, спектрометр дал некоторые топографические сведении. Например, с его помощью был изучен регион, называемый Хеллас, который находится во впадине 1700 километров шириной и 5,5 километра глубиной. Многие сомневались в целесообразности запуска спектрометра, однако результаты его работы были действительно впечатляющими.

## Государственная служба
Пайментел занимал должность заместителя директора Национального научного фонда под началом Ричарда Аткинсона в период с 1977 по 1980 год. Он служил в комитетах Национальной академии наук, включая комитет химии атмосферы (1975—1977), комитет по науке и государственной политике (1975—1977), комитет по назначениям (1983), управление химии и химической технологии (1982—1988), и комитет по развитию химической науки (председатель, 1982—1986). Он работал в НАСА в отделе лунной и планетарной миссии (1967—1970). Служил в Американском химическом обществе в редакции химических и инженерных новостей (1982—1984), в комитете по химии и общественным делам (1982—1984).
В 1985 году Национальная академия наук и Национальный исследовательский совет опубликовали доклад перспективах в области химии, более известный как доклад Пайментела для председателя комитета[9]. В результате Пайментелу было поручено выбрать области науки, наиболее важные для общества и заслуживающие дополнительного финансирования. Учёный выделил три области: (1) новые технологические процессы, новые продукты и новые материалы; (2) пища, здравоохранение и биотехнологии; (3) национальное благосостояние, поддержания экономической конкурентоспособности, и повышение национальной безопасности. Хотя предложения Пайментела так и не были реализованы, он повлиял на финансовые решения в области химии. В последующие годы предложения из доклада Пайментела часто цитировались официальными лицами различных научно-исследовательских учреждений.
Несмотря на обширные обязанности на государственной службе, Пайментел активно продолжал эксперименты по матричной изоляции, исследование химического лазера, а также занялся химией металлоорганических соединений и фотохимией на металлических поверхностях.

## Личная жизнь
Джордж Пайментел был преданным отцом Крисы, Джен и Тэсс, его дочерей от первой жены, Бетти, любящим отчимом Винсента и Тенси, детей его второй жены, Жанны, и гордым дедушкой пяти внуков.
Пайментел гордился тем, что всегда держал себя в хорошей физической форме. Его любимыми видами спорта были сквош и софтбол. Он играл с членами своей исследовательской группы и со многими молодыми коллегами. Судя по разговорам за обедом или в кафе Страда, достичь уровня Джорджа на площадке для сквоша казалось так же сложно, как и в науке. Он до самого конца вел активный образ жизни, делясь своей энергией и энтузиазмом с окружающими. Пайментел сам выбрал себе эпитафию: «He went to the ball park every day and he let them know he came to play.»

## Почести и награды
- Стипендия Гуггенхайма (1954)[7]
- Премия Вольфа по химии (1982)
- Премия Петера Дебая[англ.] (1983)
- Национальная научная медаль США (1985)
- Премия Уильяма Проктера за научные достижения (1985)
- Медаль Франклина от Института Франклина (1985)
- Премия Уэлча по химии[англ.] (1986)
- Медаль Джозефа Пристли Американского химического общества (1989)
- Почётные степени в Университете Аризоны и Рочестерском университете.